# Dumaresq (rivière)
Pour les articles homonymes, voir Dumaresq.
La rivière Dumaresq est un cours d'eau australien dont une partie du cours sert de frontière entre le Queensland et la Nouvelle-Galles du Sud et un affluent de la Macintyre River, donc un sous-affluent du Murray.

## Géographie
Son principal affluent, la Severn et la Macintyre River dans laquelle elle se jette servent elles aussi de frontière et font partie du groupe des Borders Rivers. 
D'une longueur de 214 km, les villes de Yelarbon, Bonshaw et Texas sont situées sur son cours. La Bruxner Highway traverse la rivière juste au sud de Texas.

## Étymologie
Elle a été baptisée par Allan Cunningham en 1827, du nom du lieutenant-colonel Henry Dumaresq, adjoint du gouverneur Ralph Darling qui était son beau-frère.

## Écologie
Dans la vallée de la rivière on trouve des vignobles et de nombreux endroits pour la pêche. Les agriculteurs de la vallée cultivaient autrefois le tabac.